# Гнилицька сільська рада (Підволочиський район)
Гнили́цька сільська́ ра́да — адміністративно-територіальна одиниця та орган місцевого самоврядування в Підволочиському районі Тернопільської області. Адміністративний центр — село Гнилиці.

## Загальні відомості
- Територія ради: 4,122 км²
- Населення ради: 779 осіб (станом на 2001 рік)

## Населені пункти
Сільській раді були підпорядковані населені пункти:
- с. Гнилиці

## Склад ради
Рада складалася з 12 депутатів та голови.
- Голова ради: Стахурський Ілько Володимирович

### Керівний склад попередніх скликань
| Прізвище, ім'я, по батькові     | Основні відомості                                                                | Дата обрання | Дата звільнення |
| ------------------------------- | -------------------------------------------------------------------------------- | ------------ | --------------- |
| Стахурський Ілько Володимирович | Сільський голова, 1965 року народження, освіта вища, член Народного Руху України | 26.03.2006   | 31.10.2010      |
| Стахурський Ілько Володимирович | Сільський голова, 1965 року народження, освіта вища, член Народного Руху України | 31.10.2010   |                 |

Примітка: таблиця складена за даними сайту Верховної Ради України

### Депутати
За результатами місцевих виборів 2010 року депутатами ради стали:

#### За суб'єктами висування
| Суб'єкт висування | Кількість обраних депутатів | %   |
| ----------------- | --------------------------- | --- |
| Самовисування     | 12                          | 100 |

#### За округами
| № округу | Прізвище, ім'я, по батькові      | Дата визнання обраним | Освіта             | Партійна приналежність | Відомості про обраного депутата                   |
| -------- | -------------------------------- | --------------------- | ------------------ | ---------------------- | ------------------------------------------------- |
| 1        | Чечота Володимир Богданович      | 08.11.2010            | середня спеціальна | позапартійний          | Гнилицька сільська рада, фермер                   |
| 2        | Лещук Ганна Ігорівна             | 08.11.2010            | вища               | позапартійна           | Гнилицька загальноосвітня школа І-ІІ ст., вчитель |
| 3        | Липовий Ярослав Степанович       | 08.11.2010            | середня спеціальна | позапартійний          | Ват Підволочиськ газ, слюсар                      |
| 4        | Залівська Оксана Володимирівна   | 08.11.2010            | вища               | позапартійна           | тимчасово не працює                               |
| 5        | Тихоліз Михайло Іванович         | 08.11.2010            | середня спеціальна | позапартійний          | Гнилицький б/к, директор                          |
| 6        | Савіцка Ольга Володимирівна      | 08.11.2010            | середня спеціальна | позапартійна           | Гнилицький фельдшерсько-акушерський пункт, акушер |
| 7        | Кулинич Ольга Євгенівна          | 08.11.2010            | середня спеціальна | позапартійна           | тимчасово не працює                               |
| 8        | Шпундер Оксана Богданівна        | 08.11.2010            | вища               | позапартійна           | Гнилицька сільська рада, секретар                 |
| 9        | Леник Олег Михайлович            | 08.11.2010            | середня спеціальна | позапартійний          | тимчасово не працює                               |
| 10       | Юзьвак Наталя Григорівна         | 08.11.2010            | вища               | позапартійна           | Гнилицька загальноосвітня школа І-ІІ ст., вчитель |
| 11       | Ящук Людмила Олександрівна       | 08.11.2010            | середня спеціальна | позапартійна           | ТОВ "АГРО ПрОБа, директор                         |
| 12       | Бучинський Володимир Ярославович | 08.11.2010            | середня спеціальна | позапартійний          | Новосільська АЗС, оператор                        |